# Брунсвик Ювентус
«Брунсвик Ювентус» (англ. Brunswick Juventus) — бывший австралийский футбольный клуб из пригорода Мельбурна Брунсвика. Клуб был основан итальянскими иммигрантами в 1948 году. С 1984 года выступал в Национальной футбольной лиге Австралии. В 1985 году клуб стал чемпионом лиги. В 1996 году команда объединилась с клубами «Буллин Лайонз» и «Бокс Хилл Интер», получив название «Буллин Зебрас». В настоящее время эта команда называется «Моленд Зебрас». В настоящее время от клуба «Брунсвик Ювентус» осталась только юниорская команда, взявшая себе название «Брунсвик Зебрас» и ведущая свою историю с 1996 года.

## Достижения

### Национальная футбольная лига
- Победитель (1): 1985
- Победитель Южного дивизиона (1): 1985

### Чемпионат штата Виктория
- Победитель (8): 1952, 1953, 1954, 1955, 1956, 1958, 1970, 1991
- Финалист (8): 1962, 1967, 1969, 1989, 1990, 1992, 1997, 2007